# Брайтман, Забу
Изабе́ль «Забу́» Бра́йтман (фр. Isabelle «Zabou» Breitman; 30 октября 1959, Париж, Франция) — французская актриса, кинорежиссёр и сценарист. Лауреат премии Фестиваля полицейского кино в Коньяке (фр., 1999), «Étoiles d’Or» (2003), «French Syndicate of Cinema Critics» (2003) и «Сезар» (2003).

## Биография
Изабель Брайтман родилась 30 октября 1959 года в Париже (Франция) в семье актёров Жана-Клода Дере (род. 1921) и Селин Леже, которые были женаты 17 лет — с 1959 года и до развода в 1976 году.

## Карьера
Забу снимается в кино с 1964 года и сыграла во множестве фильмов и телесериалов, включая такие:
- Гвендолин (1984)
- Billy Ze Kick[фр.] (1985)
- Кризис[фр.] (1985)
- Первый день оставшейся жизни[англ.] (2008)
- У него твои глаза (2016-...)

Также Брайтман является кинорежиссёром и сценаристом.
Является лауреатом премий Фестиваля полицейского кино в Коньяке (фр., 1999), «Étoiles d’Or» (2003), «French Syndicate of Cinema Critics» (2003) и «Сезар» (2003).

## Личная жизнь
Забу не замужем.
У Брайтман есть двое детей-актёров — дочь Анна Шалон (род.30.10.1989) и сын Антонин Шалон (род.08.08.1993).